# 나카자키 쇼타
나카자키 쇼타(일본어: 中﨑 翔太, 1992년 8월 10일 ~ )는 일본의 야구 선수이자, 현 센트럴 리그 히로시마 도요 카프의 소속 선수(투수)이다.